# Utricularia cecilii
Utricularia cecilii — вид рослин із родини пухирникових (Lentibulariaceae).

## Морфологічна характеристика
Віночок блакитно-фіолетовий (але мінливий і іноді повністю білий). Квітка запашна.

## Середовище проживання
Ендемік південного заходу Індії.
Зростає як наземна рослина на вологих, неглибоких ґрунтах над латеритом і вологих або заболочених місцях над латеритними породами; від рівня моря до 700 метрів.

## Використання
Квітка використовується для прикраси під час фестивалю «Сінгха массам» в Кералі, Індія.